# Zuid-Andaman
Zuid-Andaman is het zuidelijke eiland van de Indiase eilandengroep de Andamanen. Het vormt een van de drie districten van het unieterritorium de Andamanen en Nicobaren.
Het grootste deel van de bevolking van de archipel woont op dit eiland, voornamelijk in de hoofdstad Port Blair.
Het was een van de eilanden getroffen door de tsunami van 2004.